# Charles Humphreys
Charles Humphreys (* 19. September 1714 in Haverford, Province of Pennsylvania; † 11. März 1786 ebenda) war ein US-amerikanischer Politiker, der als Delegierter aus Pennsylvania am Kontinentalkongress teilnahm.
Charles Humphreys kam im heutigen Delaware County im äußersten Südosten Pennsylvanias zur Welt. Er schloss seine auf das Studium vorbereitende Schulausbildung ab, betätigte sich dann aber als Müller. Seine politische Laufbahn begann noch während der britischen Kolonialzeit, als er von 1764 bis 1774 dem Provinzialkongress von Pennsylvania angehörte.
1774 wurde er dann als Delegierter seines Heimatstaates zu den Tagungen des ersten Kontinentalkongresses in Philadelphia entsandt. Er stimmte im Juli 1776 gegen die Ratifizierung der Unabhängigkeitserklärung – aus Gewissensgründen, da er als Quäker den nach diesem Schritt unausweichlich erscheinenden Krieg ablehnte. Im selben Jahr schied er aus dem Kontinentalkongress aus. Humphreys starb 1786 in Haverford und wurde auf dem dortigen Old Haverford Meeting House Cemetery beigesetzt.